# Spanje op het Junior Eurovisiesongfestival
Spanje debuteerde in het Junior Eurovisiesongfestival in 2003. Het land heeft tot nu toe negen keer aan het evenement deelgenomen.

## Geschiedenis
Spanje maakte deel uit van de landen die deelnamen aan het allereerste Junior Eurovisiesongfestival in 2003. Spanje was met alle vier deelnames relatief succesvol. Eenmaal werd het land vierde, tweemaal tweede en in 2004 won Spanje het festival met María Isabel en haar liedje Antes muerta que sencilla. Ondanks de relatief goede prestaties nam Spanje van 2007 tot 2018 niet meer deel aan het Junior Eurovisiesongfestival. In 2019 keerden zij terug met Melani Garcia. Met de ballad Marte eindigde zij op een derde plaats met 212 punten. In 2020 werd Spanje opnieuw derde, met Soleá en Palante. In 2021 eindigde Spanje voor het eerst buiten de top 10, Levi Díaz werd vijftiende. Na in 2022 zesde te zijn geworden, werd in 2023 voor Spanje Sandra Valero tweede met haar nummer Loviu.

## Spaanse deelnames
| Jaar | Artiest        | Lied                      | Plaats | Punten | Taal   |
| ---- | -------------- | ------------------------- | ------ | ------ | ------ |
| 2003 | Sergio         | Desde el cielo            | 2      | 125    | Spaans |
| 2004 | María Isabel   | Antes muerta que sencilla | 1      | 171    | Spaans |
| 2005 | Antonio José   | Te traigo flores          | 2      | 146    | Spaans |
| 2006 | Dani           | Te doy mi voz             | 4      | 90     | Spaans |
| 2019 | Melani García  | Marte                     | 3      | 212    | Spaans |
| 2020 | Soleá          | Palante                   | 3      | 133    | Spaans |
| 2021 | Levi Díaz      | Reír                      | 15     | 77     | Spaans |
| 2022 | Carlos Higes   | Señorita                  | 6      | 137    | Spaans |
| 2023 | Sandra Valero  | Loviu                     | 2      | 201    | Spaans |
| 2024 | Chloe DelaRosa | Como la lola              | 6      | 144    | Spaans |
| 2025 |                |                           |        |        |        |

| Kleur | Betekenis      |
| ----- | -------------- |
|       | Eerste plaats  |
|       | Tweede plaats  |
|       | Derde plaats   |
|       | Laatste plaats |
|       | Gastland       |

## Gegeven en gekregen punten
| Plaats | Land      | Punten |
| ------ | --------- | ------ |
| 1      | Frankrijk | 49     |
| 2      | Nederland | 42     |
| 2      | Roemenië  | 42     |
| 4      | Georgië   | 41     |
| 5      | Polen     | 40     |

| Plaats | Land                | Punten |
| ------ | ------------------- | ------ |
| 1      | Nederland           | 69     |
| 2      | Noord-Macedonië     | 63     |
| 3      | Verenigd Koninkrijk | 51     |
| 4      | Malta               | 50     |
| 5      | Wit-Rusland         | 44     |

## Twaalf punten
(Een vetgedrukte editie betekent dat het land die editie won.)
| Aantal | Land       | Edities            |
| ------ | ---------- | ------------------ |
| 3      | Roemenië   | 2004, 2005, 2006   |
| 2      | Georgië    | 2020 (J), 2024 (J) |
| 1      | Armenië    | 2022 (J)           |
| 1      | Denemarken | 2003               |
| 1      | Frankrijk  | 2023 (J)           |
| 1      | Oekraïne   | 2021 (J)           |
| 1      | Polen      | 2019 (J)           |

| Aantal | Land                 | Edities              |
| ------ | -------------------- | -------------------- |
| 3      | Verenigd Koninkrijk  | 2003, 2005, 2022 (J) |
| 2      | Frankrijk            | 2004, 2023 (J)       |
| 2      | Italië               | 2019 (J), 2023 (J)   |
| 2      | Roemenië             | 2004, 2005           |
| 1      | Albanië              | 2019 (J)             |
| 1      | België               | 2004                 |
| 1      | Denemarken           | 2004                 |
| 1      | Estland              | 2023 (J)             |
| 1      | Georgië              | 2023 (J)             |
| 1      | Griekenland          | 2005                 |
| 1      | Kroatië              | 2004                 |
| 1      | Letland              | 2003                 |
| 1      | Polen                | 2004                 |
| 1      | Servië en Montenegro | 2005                 |
| 1      | Zweden               | 2004                 |
| 1      | Zwitserland          | 2004                 |

## Festivals in Spanje
| Jaar | Plaats | Zaal        | Presentatoren                              |
| ---- | ------ | ----------- | ------------------------------------------ |
| 2024 | Madrid | Caja Mágica | Ruth Lorenzo, Marc Clotet en Melani García |

2003 · 2004 · 2005 · 2006 · 2007-2018
· 2019 · 2020 · 2021 · 2022 · 2023 · 2024